# Mékro
Mékro  è una città e sottoprefettura della Costa d'Avorio appartenente al dipartimento di Dimbokro. Conta una popolazione di 6 495 abitanti (censimento 2014).